# Geissorhiza namaquensis
Geissorhiza namaquensis là một loài thực vật có hoa trong họ Diên vĩ. Loài này được W.F.Barker miêu tả khoa học đầu tiên năm 1938.